# Grote Kerk (Apeldoorn)
De Grote Kerk of Koninginnekerk is een kerkgebouw in de stad Apeldoorn in de Nederlandse provincie Gelderland. De kerk is eigendom van de PKN en wordt iedere zondag gebruikt voor kerkdiensten.

## Geschiedenis
Op de plaats van de Grote Kerk werd in 1839-1842 na een in 1836 uitgeschreven prijsvraag naar ontwerp van de Amsterdamse architect Hendrik Springer (1805-1867) een zogenaamde Waterstaatskerk gebouwd. Deze werd in 1890 door een brand compleet verwoest. Twee jaar later werd door de firma Chris Wegerif op de fundamenten een nieuwe kerk gebouwd naar ontwerp in neorenaissancestijl van de Rotterdamse architect Jan Verheul. Op 16 april 1891 legde de toen 10-jarige prinses Wilhelmina de eerste steen. Zij woonde met haar moeder Koningin Emma ook de eerste kerkdienst bij op zondag 25 september 1892. Tot aan haar dood kerkte koningin Wilhelmina regelmatig in de Grote Kerk.
In 1960 werd de kerk gerenoveerd en aangepast aan de stijl van die tijd. In 1970 werd, in verband met de erbarmelijke staat van het gebouw, overwogen om de kerk te slopen. Als reactie hierop werd de Stichting Vrienden van de Grote Kerk opgericht. Het doel van deze stichting was het gebouw en het orgel terug te brengen in haar oorspronkelijke staat. Van sloop werd uiteindelijk afgezien en bovendien kreeg de kerk de status van rijksmonument.

## Interieur

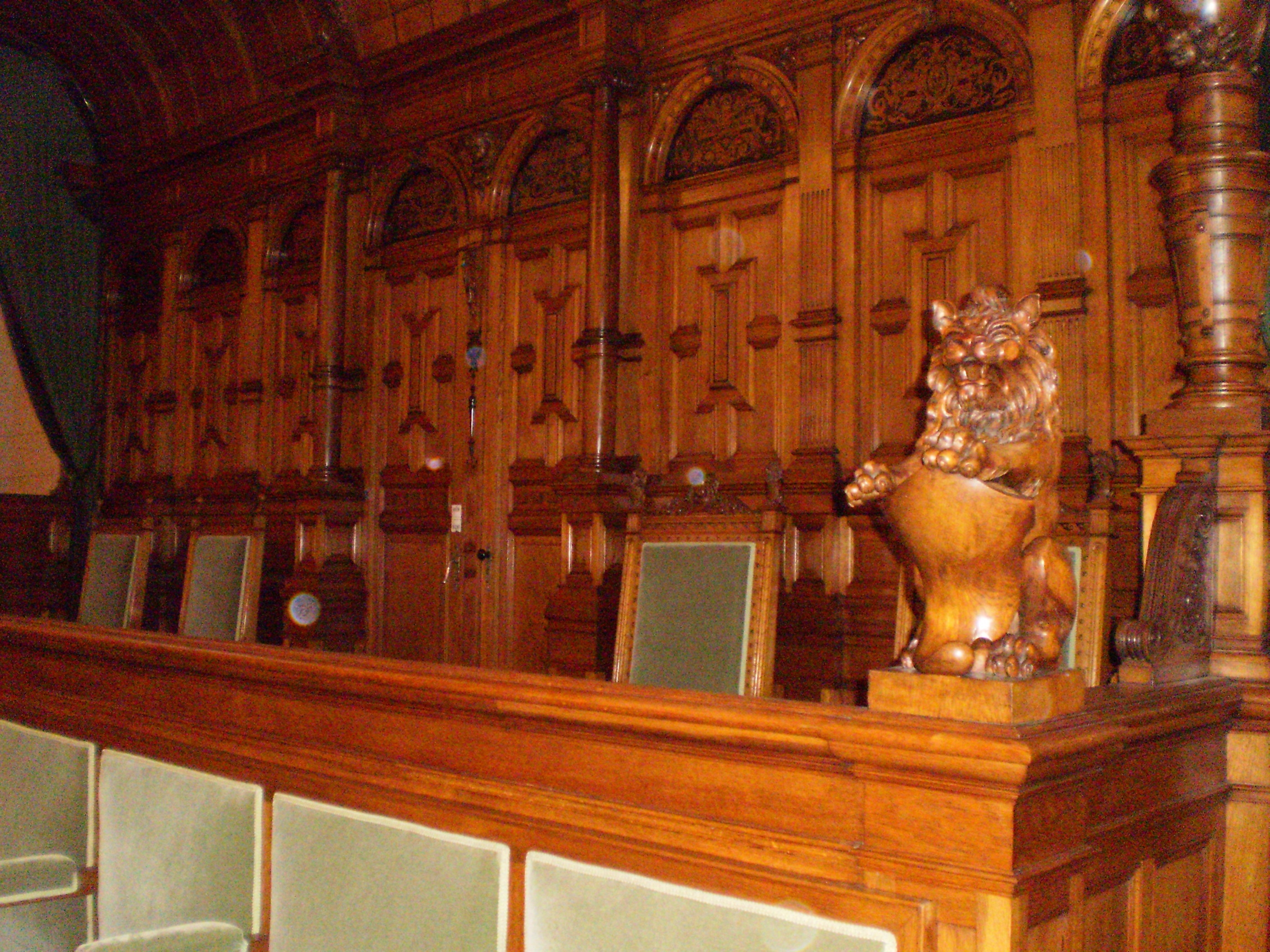
De Hofbank

In de kerk bevindt zich de zogenaamde Koninginnebank, die ook wel Wilhelminabank, of Hofbank wordt genoemd. Een speciale ingang van de kerk (onder de toren) verschaft toegang tot deze ereplaats. Tot 1985 waren deze ingang en de bank voorbehouden aan leden van de Koninklijke familie. De kerk wordt van tijd tot tijd nog steeds door de koninklijke familie bezocht. De gerestaureerde preekstoel is van de grond tot aan het hoogste punt ruim 10 meter hoog. Links en rechts van de preekstoel bevinden zich twee opmerkelijke gebrandschilderde ramen. Het zogenaamde Wilhelminaraam, rechts van de preekstoel is een geschenk aan Wilhelmina van diverse universiteiten, hogescholen en studentencorpora ter gelegenheid van haar 40-jarig regeringsjubileum. Het linkerraam heet het Beatrixraam en is in 2005 geschonken aan Koningin Beatrix ter gelegenheid van haar 25-jarig regeringsjubileum.

### Orgel
Het kerkorgel werd gebouwd tussen 1894 en 1896 door Johan Frederik Witte, die op dat moment bedrijfsleider was bij Bätz & Co. Op eerste kerstdag 1896 werd het in gebruik genomen. De stijl van de orgelkas is dezelfde neorenaissancestijl als die van het kerkgebouw. Het oorspronkelijk 30 stemmen tellende orgel werd in 1977 uitgebreid met een derde manuaal en een extra 12 stemmen.